# Saint-Alban-de-Roche
Saint-Alban-de-Roche är en kommun i departementet Isère i regionen Auvergne-Rhône-Alpes i sydöstra Frankrike. Kommunen ligger i kantonen Bourgoin-Jallieu-Sud som tillhör arrondissementet La Tour-du-Pin. År 2022 hade Saint-Alban-de-Roche 2 148 invånare.

## Befolkningsutveckling
Antalet invånare i kommunen Saint-Alban-de-Roche
Referens:INSEE